# Daphne Koller
Daphne Koller (hébreu : דפנה קולר), née le 27 août 1968 à Jérusalem (Israël), est un professeur israélo-américain du département d'informatique à l'université Stanford aux États-Unis et nommée membre de la MacArthur Foundation. Elle est aussi l'un des fondateurs de Coursera, une plateforme de formation universitaire en ligne. Son domaine de recherche est l'intelligence artificielle et ses applications en biomédecine. 

## Biographie
Née à Jérusalem, Daphne Koller est la fille de Dov Kohler, professeur de botanique à l'université hébraïque de Jérusalem, et petite-fille du Dr. Alexander Kohler, directeur de l'École supérieure de commerce et fondateur des lycées Olel à Ramat Gan et Balfour à Tel Aviv.
À l'âge de 12 ans, elle suit un cours de programmation en langage Basic. Elle reçoit son bachelor's degree de l'université hébraïque de Jérusalem en 1985 ; à l'âge de 16 ans, elle obtient une licence en mathématiques et en informatique à l'université hébraïque, parallèlement à ses études secondaires, puis son master avec mention dans la même université en 1986. 
Koller a terminé son Ph.D. en sciences de l'informatique à Stanford en 1993 sous la supervision de Joseph Halpern et poursuit ses études postdoctorales à l'université de Californie à Berkeley
Elle effectue son service militaire dans une unité de renseignement, et y rencontre son mari. 
Immédiatement après, elle quitte Israël et rejoint avec son époux en 1993 l'université de Stanford où elle enseigne puis est nommée professeur associé en 1995 au département informatique et l'année suivante professeur titulaire. Ses recherches sont basées sur des idées issues de la théorie de la décision, de la théorie des jeux, de la théorie des probabilités et de l'intelligence artificielle. 
Elle est nommée membre de la fondation MacArthur en 2004 où elle obtient une bourse d'un montant de 500 000 dollars. La même année, elle est citée dans un article de la revue du MIT technology intitulé « 10 Emerging Technologies That Will Change Your World » concernant les réseaux bayésiens,.
En 2011, Koller est l'un des fondateurs de la société Coursera qui propose des cours universitaires en ligne, en collaboration avec le professeur britannique Andrew Ng. Au fil du temps, des universités extérieures aux États-Unis, du Canada, d'Israël, d’Europe, d’Amérique latine et d’Asie rejoignent le projet. Deux ans plus tard, plus de 3 millions de personnes de tout pays sont inscrites sur leur site Internet pour étudier via le réseau dans 338 cours dispensés par 62 universités prestigieuses à travers le monde, soumettent des travaux, passent des examens et ont droit à une reconnaissance officielle de leurs études. En 2023, Coursera est leader mondial avec plus de 100 millions d'utilisateurs. 
En 2009, Daphna Koller publie un ouvrage sur les modèles graphiques avec Nir Friedman. 
Elle figure sur la liste des « 100 personnes les plus influentes au monde » du magazine américain Time, en 2013, en tant que personne à la tête d'une révolution éducative mondiale avec son entreprise Coursera.
En 2018, elle écrit un chapitre de l'ouvrage: Architects of Intelligence: The Truth About AI from the People Building de Martin Ford.
En 2019, elle reçoit le prix Allen-Newell.
Le 26 mai 2020, le magazine Forbes indique que la société Insitro, dirigée par Koller, a levé 143 millions de dollars et totalisé 243 millions de dollars. L'entreprise est engagée dans le développement de médicaments basés sur la connexion entre l'intelligence artificielle / l'apprentissage profond - avec la biologie synthétique / la biologie moléculaire / la biologie cellulaire. L'idée est de prélever des cellules normales d'une personne, de les transformer en cellules souches, de les cultiver en tant que cellules de l'organe cible (organoïde), puis de les infecter avec la maladie, de voir et d'analyser les changements qui s'appliquent aux cellules, en utilisant des couches réseaux neuronaux - et sur cette base, développer des médicaments pour des maladies encore inconnues.
Ses anciens doctorants incluent Lise Getoor, Mehran Sahami, Suchi Saria, Eran Segal ouBen Taskar. 
Daphna Koller est mariée à Dan Avida, un investisseur en capital-risque chez Opus Capital. 

## Récompenses et Honneurs
- Daphne Koller (2009)1994: Récompense Arthur Samuel[12]

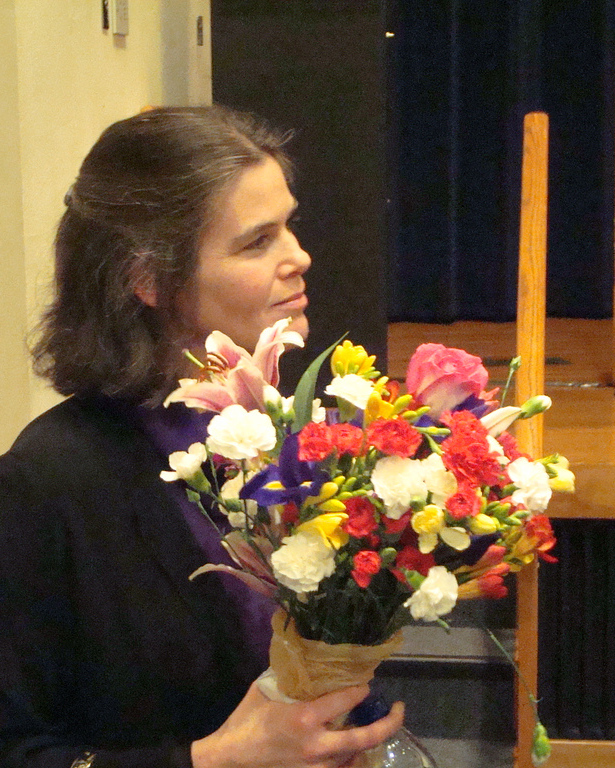
Daphne Koller (2009)

- 1996: Membre de la faculté Sloan Foundation[12]
- 1998: Récompense du jeune chercheur de l'Office of Naval Research
- 1999: Presidential Early Career Award for Scientists and Engineers (PECASE)
- 2001: Prix IJCAI Computers and Thought
- 2003: Médaille Cox à Stanford
- 2004: Bourse MacArthur Fellow
- 2007: ACM Prize in Computing
- 2008: ACM/Infosys Award[13]
- 2010: Citée dans mes 10 personnes les plus importantes par Newsweek's
- 2010: Huffington Post 100 Game Changers
- 2011: Elue a National Academy of Engineering
- 2013: Citée dans les 100 Personnes les plus influentes par leTime magazine[14]
- 2014: Elue membre de American Academy of Arts and Sciences
- 2017: Prix ISCB par International Society for Computational Biology[15]
- 2019: Prix ACM-AAAI Allen Newell Award[16]